# Caixa Galicia
Caixa Galicia (Caja de Ahorros de Galicia) era una caixa d'estalvis gallega amb seu a la Corunya que va arribar a ser la major entitat financera de la comunitat. Va arribar a tenir una xarxa de més de 800 oficines amb presència a totes les comunitats autònomes. L'entitat estava present en onze països d'Europa i Amèrica.
Es va constituir el 1978 després de la fusió de la Caja de Ahorros y Monte de Piedad de La Coruña y Lugo i la Caja de Ahorros y Monte de Piedad de Ferrol.
El desembre de 2010 es va produir la seva extinció en fusionar-se amb Caixanova, creant Novacaixagalicia. La caixa d'estalvis resultant de la fusió va cedir un any més tard el seu negoci bancari, xarxa d'oficines i cartera de clients a una nova entitat bancària, NCG Banco, de la qual la caixa era la propietària.